# Nieuport 23
Le Nieuport 23 était un avion de chasse produit en France durant la Première Guerre mondiale,.

## Conception
Il s'agissait d'un développement du Nieuport 17 réalisé afin de pallier les faiblesses de structure de ce dernier, et la plupart furent motorisée avec une version allégée du Le Rhône 9J (en) qui équipait déjà le Nieuport 17, et offrait un meilleur rapport poids/puissance. La différence principale entre les modèles 17 et 23 était le longeron de l'aile supérieure.
Cependant cette modification ne fut pas satisfaisante et lorsque le chasseur afficha un taux d'accident inacceptablement haut en raison du déchaussement des ailes en vol, le Général chef du service aéronautique donna le choix entre le renforcement des ailes ou la retraite de l'avion. Cent cinquante nouveaux lots d'ailes furent donc commandés pour permettre au Nieuport 23 de continuer à voler.
L'appareil se vit également doté d'un meilleur carénage de la partie avant du fuselage par rapport à son prédécesseur et d'une mitrailleuse synchronisée montée sur le fuselage, tirant à travers l'hélice,. Les Nieuport 23 commandés pour le Royal Flying Corps britannique furent cependant équipés avec de mitrailleuses placées sur l'aile supérieure, comme cela était déjà le cas pour Nieuport 17.
Le Nieuport 23 avait des ailes faite de tôles qui lui permettaient plus de stabilité. 
Une version d'entraînement fut produite sous le nom Nieuport 23 École (ou Nieuport 21/23)  avec un moteur Le Rhône de 80 ch.
Un Nieuport 23 est conservé au Musée royal de l'armée et de l'histoire militaire de Bruxelles.

## Pays utilisateurs
France
- Armée de l'air
- Belgique
- Italie
- Russie: Produit sous licence par Dooks (en).
- Suisse. En 1917, pour moderniser son aviation, la Suisse achète 5 Nieuport 23 C-1. En 1917, Oskar Bider se tue à bord du N° 604. Ils sont utilisés jusqu'à ce que, en 1921, l'un d'eux soit soumis à un essai statique destructif qui démontre que ces avions ne sont plus assez résistants et doivent être réformés[7].
- Royaume-Uni
- Royal Flying Corps
- États-Unis
- United States Army Air Service